# Радченко Дмитро Леонідович
Дмитро Леонідович Радченко (рос. Дмитрий Леонидович Радченко, нар. 2 грудня 1970, Ленінград) — радянський та російський футболіст, що грав на позиції нападника.
Виступав, зокрема, за «Зеніт», «Спартак» (Москва) та низку іспанських клубів, а також національні збірні СРСР та Росії.

## Клубна кар'єра
Вихованець ленінградської СДЮШОР «Зміна». Перший тренер — Юрій Йосипович Кантор.
У дорослому футболі дебютував 1988 року виступами за команду «Динамо» (Ленінград) з Другої ліги СРСР, в якій того року взяв участь у 20 матчах чемпіонату.
Своєю грою за цю команду привернув увагу представників тренерського вищолігового «Зеніту», до складу якого приєднався в кінці 1988 року. Відіграв за головну ленінградську команду наступні два сезон своєї ігрової кар'єри. Більшість часу, проведеного у складі «Зеніта», був основним гравцем атакувальної ланки команди.
1991 року уклав контракт з московським «Спартаком», у складі якого провів наступні три роки своєї кар'єри гравця. Граючи у складі московського «Спартака» також здебільшого виходив на поле в основному складі команди. В сезоні 1990/91 Радченко забив дубль у чвертьфіналі Кубка європейський чемпіонів проти мадридського «Реала» (3:1) на «Сантьяго Бернабеу», чим допоміг вибити «королівський клуб» з турніру. Наприкінці 1991 року в грі проти грецького АЕКа отримав перелом ноги, після чого півроку відновлювався. Незважаючи на це у складі москвичів був одним з головних бомбардирів команди, маючи середню результативність на рівні 0,44 голу за гру першості — за «червоно-білих» встиг провести в чемпіонаті 61 матч і відзначився 27 разів. За цей час двічі виборював титул чемпіона Росії, а також по одному разу кубок СРСР та Росії.
Влітку 1993 разом з партнером по команді Дмитром Поповим перейшов в іспанський «Расінг», який очолив Хав'єр Ірурета. В новій команді Радченко грав єдиного форварда і грав досить вдало, завдяки чому клуб фінішував восьмим. Йому вдалося забити ще раз «Реалу» на Бернабеу (1:2) і «Барселоні» Йогана Кройфа (1:1). Влітку 1994 року Ірурета пішов у «Атлетик», його змінив Вісенте М'єра. У своєму другому сезоні Дмитро знову був в основі, але клуб грав не так вдало, зайнявши лише 12-е місце, а Радченко забив 9 голів у чемпіонаті. Хоча саме в цьому сезоні клубу вдалися історичні перемоги над «Барселоною» — 5:0 (11 лютого 1995 року, де одним з найкращих був Радченко — на його рахунку дубль) і мадридським «Реалом» — 3:1 (Радченко також відзначився дублем).
Влітку 1995 року Радченка за 380 мільйонів песет (2,3 мільйона євро) купив «Депортіво». Його прихід збігся з прибуттям в клуб суперечливого валлійського спеціаліста Джона Тошака. «Депор» саме виграв Кубок Іспанії, але клуб покинули форварди Клаудіо Барраган та Хуліо Салінас, а Радченко прийшов їм на заміну. Проте місце головної зірки клубу зберіг бразилець Бебету, тому Дмитру довелося вести боротьбу за друге місце в основі з Хав'єром Манхаріном і Чікі Беґірістайном. Зігравши в обох матчах на Суперкубок Іспанії, в якому «Депортіво» здобув трофей, у перших восьми турах чемпіонату Радченко лише раз вийшов в стартовому складі і боротьбу за основу програв, але іноді забивав як у єврокубках — дубль в історичному розгромі кіпрського «АПОЕЛа» (8:0), так і в чемпіонаті, зокрема переможний гол у ворота «Барселони» (1:0). Влітку 1996 року Тошак розпочав велику перебудову клубу після невдалого сезону. Бебету покинув клуб, а замість нього прийшли Рівалду і Мікаель Мадар. Тому місця для Радченка не знайшлося, разом з яким клуб покинув навіть тільки підписаний французький форвард Сільвен Вільтор, який був відданий назад в оренду в «Ренн».
Радченко ж перейшов в оренду в «Райо Вальєкано». Але і тут російський нападник виходив в основному з лавки і забив всього один гол в чемпіонаті, а клуб ледь не вилетів у Сегунду. Після цього «Райо» не захотів викуповувати контракт гравця і Дмитро повернувся в Ла-Корунью, яка без нього стала третьою. Тут на росіянина вже не розраховували і знову віддали в оренду, цього разу в «Мериду», яка в свою чергу вилетіла з Ла Ліги, але Радченко провів там всього 10 матчів.
1998 року Дмитро став гравцем клубу іспанської Сегунди «Компостела», де знову став виступати разом із співвітчизником Дмитром Поповим, але довго в команді не затримався і наступного року перебрався в японський клуб «Джубіло Івата», з яким став чемпіоном країни.
У сезоні 2001/02 грав за хорватський «Хайдук» (Спліт), після чого знову повернувся до Іспанії і грав в клубах нижчих ліг, де і завершив ігрову кар'єру.

## Виступи за збірні
21 листопада 1990 року дебютував в офіційних матчах у складі національної збірної СРСР в товариській грі проти збірної США (0:0), а через два дні зіграв свій другий і останній матч за радянську збірну проти Тринідаду і Тобаго (2:0).
З 1992 року залучався до матчів новоствореної збірної Росії, у складі якої був учасником чемпіонату світу 1994 року у США, де зіграв у всіх трьох матчах і забив у ворота камерунців (6:1). Через два роки не потрапив в заявку на чемпіонат Європи 1996 року через травму ноги.
Всього протягом кар'єри у національній команді провів у формі збірної Росії 33 матчі, забивши 9 голів.

## Тренерська робота
Після завершення ігрової кар'єри займався тренерською діяльністю, пройшов навчання в Іспанії. Працював у дитячій футбольній школі «Депортіво».
З 2010 року, після закінчення Вищої школи тренерів, працював в структурі «Зеніту».

## Статистика

### Клубна
| Чемпіонат | Чемпіонат            | Чемпіонат        | Ліга | Ліга                            | Кубок            | Кубок            | Кубок ліги              | Кубок ліги              | Всього | Всього |
| Сезон     | Клуб                 | Ліга             | Ігри | Голи                            | Ігри             | Голи             | Ігри                    | Голи                    | Ігри   | Голи   |
| СРСР      | СРСР                 | СРСР             | Ліга | Ліга                            | Кубок СРСР       | Кубок СРСР       | Кубок Федерації футболу | Кубок Федерації футболу | Всього | Всього |
| --------- | -------------------- | ---------------- | ---- | ------------------------------- | ---------------- | ---------------- | ----------------------- | ----------------------- | ------ | ------ |
| 1988      | «Динамо» (Ленінград) | Друга ліга       | 20   | 5                               |                  |                  |                         |                         | 20     | 5      |
| 1989      | «Зеніт»              | Вища ліга        | 26   | 5                               |                  |                  |                         |                         | 26     | 5      |
| 1990      | «Зеніт»              | Перша ліга       | 35   | 11                              |                  |                  |                         |                         | 35     | 11     |
| 1991      | «Спартак» (Москва)   | Вища ліга        | 29   | 13                              |                  |                  |                         |                         | 29     | 13     |
| Росія     | Росія                | Росія            | Ліга | Ліга                            | Кубок Росії      | Кубок Росії      | Кубок Прем'єр-ліги      | Кубок Прем'єр-ліги      | Всього | Всього |
| 1992      | «Спартак» (Москва)   | Вища ліга        | 18   | 12                              |                  |                  |                         |                         | 18     | 12     |
| 1993      | «Спартак» (Москва)   | Вища ліга        | 14   | 2                               |                  |                  |                         |                         | 14     | 2      |
| Іспанія   | Іспанія              | Іспанія          | Ліга | Ліга                            | Кубок Іспанії    | Кубок Іспанії    | Кубок іспанської ліги   | Кубок іспанської ліги   | Всього | Всього |
| 1993/94   | «Расінг»             | Ла Ліга          | 36   | 11                              |                  |                  |                         |                         | 36     | 11     |
| 1994/95   | «Расінг»             | Ла Ліга          | 36   | 9                               |                  |                  |                         |                         | 36     | 9      |
| 1995/96   | «Депортіво»          | Ла Ліга          | 28   | 5                               |                  |                  |                         |                         | 28     | 5      |
| 1996/97   | «Райо Вальєкано»     | Ла Ліга          | 31   | 1                               |                  |                  |                         |                         | 31     | 1      |
| 1997/98   | «Мерида»             | Ла Ліга          | 10   | 0                               |                  |                  |                         |                         | 10     | 0      |
| 1998/99   | «Компостела»         | Сегунда Дивізіон | 9    | 0                               |                  |                  |                         |                         | 9      | 0      |
| Японія    | Японія               | Японія           | Ліга | Ліга                            | Кубок Імператора | Кубок Імператора | Кубок Джей-ліги         | Кубок Джей-ліги         | Всього | Всього |
| 1999      | «Джубіло Івата»      | Джей-ліга        | 5    | 0                               | 2                | 1                | 0                       | 0                       | 7      | 1      |
| 2000      | «Джубіло Івата»      | Джей-ліга        | 17   | 4                               | 0                | 0                | 4                       | 1                       | 21     | 5      |
| Хорватія  | Хорватія             | Хорватія         | Ліга | Ліга                            | Кубок Хорватії   | Кубок Хорватії   | Кубок Ліги              | Кубок Ліги              | Всього | Всього |
| 2001/02   | «Хайдук» (Спліт)     | Перша ліга       | 10   | 4                               |                  |                  |                         |                         | 10     | 4      |
| Країна    | СРСР                 | СРСР             | 110  | 34\|\|\|\|\|\|\|\|\|\|110\|\|34 |                  |                  |                         |                         |        |        |
| Країна    | Росія                | Росія            | 32   | 14\|\|\|\|\|\|\|\|\|\|32\|\|14  |                  |                  |                         |                         |        |        |
| Країна    | Іспанія              | Іспанія          | 150  | 26\|\|\|\|\|\|\|\|\|\|150\|\|26 |                  |                  |                         |                         |        |        |
| Країна    | Японія               | Японія           | 22   | 4                               | 2                | 1                | 4                       | 1                       | 28     | 6      |
| Країна    | Хорватія             | Хорватія         | 10   | 4\|\|\|\|\|\|\|\|\|\|10\|\|4    |                  |                  |                         |                         |        |        |
| Всього    | Всього               | Всього           | 324  | 82                              | 2                | 1                | 4                       | 1                       | 330    | 84     |

### Збірна
| Збірна СРСР | Збірна СРСР | Збірна СРСР |
| Роки        | Ігри        | Голи        |
| ----------- | ----------- | ----------- |
| 1990        | 2           | 0           |
| Всього      | 2           | 0           |

| Збірна Росії | Збірна Росії | Збірна Росії |
| Роки         | Ігри         | Голи         |
| ------------ | ------------ | ------------ |
| 1992         | 2            | 1            |
| 1993         | 5            | 1            |
| 1994         | 11           | 5            |
| 1995         | 8            | 2            |
| 1996         | 7            | 0            |
| Всього       | 33           | 9            |

## Титули і досягнення
- Володар Кубка СРСР (1):

«Спартак» (Москва): 1991–92
- Чемпіон Росії (1):

«Спартак» (Москва): 1992
- Володар Суперкубка Іспанії з футболу (1):

«Депортіво»: 1995
- Чемпіон Японії (1):

«Джубіло Івата»: 1999